# 千年の涙
「千年の涙」（せんねんのなみだ）は、日本の女性歌手、中村由真の6枚目のシングル。

## 背景
前作「君の夢に飛びたい」の2ヵ月後にリリースされた。
表題曲の「千年の涙」は、コンポーザーにシンガーソングライターの崎谷健次郎が初めて起用された。アルバム『Splash』には、リミックスバージョンとして収録されている。
カップリング曲の「ヘッドフォンより愛をこめて」は、2008年に発売されたコンピレーション・アルバム『EIGHTEEN+シングルコレクション』にて初収録された。

## ディスクジャケット
ジャケット写真は、モノトーンが基調となっており、シングルカセットは先着特典のラミネートカード裏面と同じ写真を使用している。

## リリース
1988年4月21日に、フォーライフ・レコードから7インチレコード、シングルカセット、8cmCDの3形態でリリースされた。
先着特典として、7インチレコードにはジャケットサイズの写真ステッカーが添付され、シングルカセットと8cmCDには「中村由真がドラマにて使用したセーラー服の一部分入りラミネート・フォト・カード」が封入されていた。フォトカード下方には中村自筆の「丸文字」でファンへのメッセージが書かれている。

## 収録曲
| 全作詞: 石川あゆ子、全編曲: 瀬尾一三。 |                                |            |            |      |
| #                                      | タイトル                       | 作詞       | 作曲       | 時間 |
| 1.                                     | 「千年の涙」                   | 石川あゆ子 | 崎谷健次郎 | 3:30 |
| 2.                                     | 「ヘッドフォンより愛をこめて」 | 石川あゆ子 | 国安わたる | 4:24 |
| 合計時間:                              | 合計時間:                      | 合計時間:  | 7:54       |      |

| 全作詞: 石川あゆ子、全編曲: 瀬尾一三。 |                                  |            |            |      |
| #                                      | タイトル                         | 作詞       | 作曲       | 時間 |
| 1.                                     | 「千年の涙」                     | 石川あゆ子 | 崎谷健次郎 | 3:30 |
| 2.                                     | 「千年の涙」(オリジナルカラオケ) | 石川あゆ子 |            | 3:30 |
| 合計時間:                              | 合計時間:                        | 合計時間:  | 7:00       |      |

| 全作詞: 石川あゆ子、全編曲: 瀬尾一三。 |                                                    |            |            |      |
| #                                      | タイトル                                           | 作詞       | 作曲       | 時間 |
| 1.                                     | 「ヘッドフォンより愛をこめて」                     | 石川あゆ子 | 国安わたる | 4:24 |
| 2.                                     | 「ヘッドフォンより愛をこめて」(オリジナルカラオケ) | 石川あゆ子 |            | 4:24 |
| 合計時間:                              | 合計時間:                                          | 合計時間:  | 8:48       |      |